# Helicteres plebeja
Helicteres plebeja är en malvaväxtart som beskrevs av Wilhelm Sulpiz Kurz. Helicteres plebeja ingår i släktet Helicteres och familjen malvaväxter. Inga underarter finns listade i Catalogue of Life.